# Chalarus xanthopodus
Chalarus xanthopodus är en tvåvingeart som beskrevs av José Albertino Rafael 1990. Chalarus xanthopodus ingår i släktet Chalarus och familjen ögonflugor. Inga underarter finns listade i Catalogue of Life.